# Trinity Desktop Environment
Trinity Desktop Environment ist ein Projekt zur Fortsetzung der K Desktop Environment 3, die jedoch inoffiziell und außerhalb des Ursprungsprojektes erfolgt.

## Geschichte
Das Projekt entstand, nachdem Kubuntu im Herbst 2008 seine Linux-Distribution nur noch mit KDEs neuem Plasma Desktop auslieferte. Ursprünglich bot Timothy Pearson nur Pakete von KDE 3.5.10 für neuere Kubuntu-Versionen an.
Zu Beginn des Jahres 2010 entwickelte sich das ursprüngliche Kubuntu-KDE3-Projekt zu Trinity, nachdem Pearson Modifikationen an den Quelltexten vorgenommen hatte, die keine reinen Fehlerkorrekturen waren und deshalb nicht in den KDE-3.5-Zweig der KDE-Subversion-Verwaltung aufgenommen werden durften. Das Release Team von KDE und Pearson einigten sich darauf, einen separaten Zweig zu gründen und Veröffentlichungen nicht als KDE zu deklarieren, da diese unabhängig von KDEs Release Team veröffentlicht werden.
Im April wurde dann Trinity 3.5.11 veröffentlicht. Änderungen im Vergleich zu K Desktop Environment 3.5.10 sind u. a. die Unterstützung des neuen NetworkManager 0.8 und die Unterstützung von Smartcards.
Version 3.5.12 wurde im Oktober 2010 veröffentlicht. Diese Version beinhaltet vor allem Patches, die Distributoren bereits zuvor für K Desktop Environment 3.5 geschrieben hatten, aber wie auch schon zuvor bei den Kubuntu-KDE3-Patches nicht offiziell bei KDE aufgenommen werden konnten, so z. B. ein alternatives Startmenü oder auch die Kolab-Enterprise-Variante von Kontact.
Am 1. November 2011 wurde die neue stabile Version 3.5.13 veröffentlicht. Das Trinity-Projekt übernimmt den Quellcode von Qt 3 und sieht sich als zentrale Stelle für die Pflege der nicht mehr von Nokia unterstützten C++-Klassenbibliotheken. Ein Teil der Bibliotheken nutzt nun CMake zum Kompilieren. Für Ubuntu und openSUSE wurden Paketquellen bereitgestellt. Enthalten sind auch Programme aus KDE-3-Zeiten wie Amarok, Kaffeine, K3b, Konversation, Kopete, Ark.
Zum zehnjährigen Jubiläum wurde Version R14.0.8 veröffentlicht, wobei auf größere Umwälzungen bewusst verzichtet wurde.

## Kritik
Von den Entwicklern der KDE Plasma Workspaces wurde das Projekt kritisiert. Die Entscheidung für den harten Bruch bei Version 4 sei niemandem leicht gefallen. Aus technischer Sicht war der Neuanfang notwendig, um eine wartbare moderne Plattform zu erhalten. Das Trinity Projekt habe zudem nicht die Mannstärke für Code Reviews und müsse die Paketierung auch noch selbst stemmen.